# Jacques Cristina
Pour les articles homonymes, voir Cristina.
Pas d'image ? Cliquez ici

a Compétitions nationales et continentales officielles uniquement.

b Matchs officiels uniquement.
Jacques Cristina, né le 7 juillet 1948 à Clermont-Ferrand (Puy-de-Dôme), est un joueur international français de rugby à XV qui a joué avec l'AS Montferrand et le Stade clermontois au poste de troisième ligne centre.
Son surnom, donné par les supporters de l'ASM, était "le Tracteur", tant il était apte à traîner plusieurs joueurs adverses cramponnés à son maillot. Il joue avec son frère cadet, Jean-Paul Cristina, à l'AS Montferrand puis au Stade clermontois.

## Biographie
Jacques Cristina dispute un test match avec l'équipe de France le 2 décembre 1979 contre l'équipe de Roumanie et il est capitaine de l'équipe de France A contre l'équipe du Canada en 1979. 
Une cuvée de vin "les 2 capitaines" est créée en son honneur et en celui de Christian Lopez par le domaine La Maurerie à Prades-sur-Vernazobre.

## Palmarès

### En club
- Vainqueur du Challenge Yves du Manoir en 1976 avec l'AS Montferrand.
- Finaliste du Championnat de France en 1978 avec l'AS Montferrand.
- Finaliste du Challenge Yves du Manoir en 1979 avec l'AS Montferrand.

### En équipe nationale
- Sélection en équipe nationale : 1 (+ 1 avec France A)